# Резана
Резана (итал. Resana) — коммуна в Италии, располагается в провинции Тревизо области Венеция.
Население составляет 8186 человек (на 2004 г.), плотность населения составляет 312 чел./км². Занимает площадь 24 км². Почтовый индекс — 31023. Телефонный код — 0423.
Покровителем коммуны почитается святой апостол Варфоломей. Праздник ежегодно празднуется 24 августа.